# La Sonate des spectres
La Sonate des spectres (Spöksonaten) est une pièce de théâtre suédoise d'August Strindberg (drame en trois actes), écrite en 1907 et créée en 1908.

## Argument
Un étudiant, résident d'un immeuble bourgeois de Stockholm, y rencontre le vieux Jacob Hummel et divers autres personnages, entre songe et réalité... 

## Personnages
- Le Vieux (Jacob Hummel)
- L'Étudiant (M. Arkenholz)
- La Laitière (une apparition)
- La Dame en noir
- Le Colonel
- La Momie (la femme du Colonel)
- La Vieille (autrefois fiancée à Hummel)
- La Jeune Fille
- Le Consul (la Mort)
- La Concierge
- Johansson (serviteur de Hummel)
- Bengtsson (serviteur du Colonel)
- Le Monsieur distingué
- La Cuisinière
- Trois mendiants

## Fiche technique
- Titre : La Sonate des spectres
- Titre original : Spöksonaten
- Auteur : August Strindberg
- Date d'écriture : 1907
- Date de la première représentation : 21 janvier 1908
- Lieu de la première représentation : Strindbergs Intima Teater (en), Stockholm

## Reprises (sélection)
Théâtre dramatique royal, Stockholm
(Kungliga Dramatiska Teatern en suédois, abrégé Dramaten)
- 1942 : Lars Hanson (le Vieux), Mimi Pollak (la Vieille), Inga Tidblad (la Concierge)
- 1962 : Anders Henrikson (le Vieux), Renée Björling (la Vieille), Allan Edwall (l'Étudiant), Kristina Adolphson (la Concierge, la Cuisinière)
- 1973 : Harriet Andersson puis Gunnel Lindblom (la Dame en noir), Anders Ek (le Colonel), Gösta Prüzelius (le Consul), mise en scène d'Ingmar Bergman, décors de Marik Vos-Lundh
- 1994 : Max von Sydow (le Vieux), Stina Ekblad (la Jeune Fille), mise en scène d'Andrzej Wajda
- 2000 : Jan Malmsjö (le Vieux), Gunnel Lindblom (la Momie), Erland Josephson (Bengtsson), mise en scène d'Ingmar Bergman, costumes d'Anna Bergman
- 2012 : Stina Ekblad (le Vieux), mise en scène de Mats Ek

Théâtres parisiens
- 1949 : Frédéric O'Brady (le Vieux), Roger Blin (l'Étudiant), Alice Reichen (la Concierge), mise en scène de Roger Blin (Théâtre de la Gaîté-Montparnasse)
- 1967 : Marcel Cuvelier (le Vieux), Tania Balachova (la Momie), Bruno Sermonne (l'Étudiant), mise en scène de Jean Gillibert (Théâtre de l'Alliance française)
- 1975 : François Chaumette (le Vieux), Bruno Devoldère (l'Étudiant), Catherine Samie (la Momie), mise en scène d'Henri Ronse (Théâtre de l'Odéon)